# Liga Adriática de Basquetebol de 2022-23
A Temporada 2022-23 da Liga Adriática de Basquetebol foi a 22ª temporada da competição regional masculina que une clubes da ex-Jugoslávia (Sérvia, Croácia, Bósnia e Herzegovina, Montenegro e Eslovénia. O torneio é organizado pela entidade privada ABA Liga Jtd.
A equipe do Crvena Zvezda é o atual tricampeão da competição (2019, 2021 e 2022), totalizando 6 títulos, fato que os iguala ao seu arquirrival Partizan (2007, 2008, 2009, 2010, 2011, 2013).
Após 23 de setembro de 2021, a equipe passou a receber naming rights de seu patrocinador principal, a competição passou a chamar-se AdmiralBet Aba League.

## Equipes participantes
A equipe do Studentski Centar, de Podgoritza, foi promovido após vencer a segunda divisão da Liga ABA.
| Clube                     | Localização | Arena                           | Capacidade |
| ------------------------- | ----------- | ------------------------------- | ---------- |
| Borac Mozzart             | Čačak       | Pavilhão Borac                  | 4 000      |
| Budućnost VOLI            | Podgorica   | Centro Esportivo Morača         | 4 300      |
| Cedevita Olimpija         | Liubliana   | Arena Stožice                   | 12 480     |
| Cibona Zagreb             | Zagreb      | Dražen Petrović Basketball Hall | 5 400      |
| Crvena Zvezda Meridianbet | Belgrado    | Pavilhão Aleksandar Nikolić     | 5 878      |
| FMP Meridian              | Belgrado    | Železnik Hall                   | 3 000      |
| Igokea M:tel              | Laktaši     | Pavilhão Laktaši                | 3 050      |
| Mega MIS                  | Belgrado    | Pavilhão Ranko Žeravica         | 5 000      |
| Mornar-Barsko zlato       | Bar         | Pavilhão Topolica               | 2 625      |
| MZT Skopje Aerodrom       | Escópia     | Centro Esportivo Jane Sandanski | 7 500      |
| Partizan NIS              | Belgrado    | Pavilhão Aleksandar Nikolić     | 5 878      |
| SC Derby                  | Podgorica   | Centro Esportivo Morača         | 4 300      |
| Split                     | Split       | Arena Gripe                     | 3 500      |
| Zadar                     | Zadar       | Pavilhão Krešimir Ćosić         | 7 847      |

## Temporada regular
| Casa\Visitante            | BOR    | BUD     | CED    | CIB    | CRV   | FMP     | IGO    | MZT    | MEG     | MOR    | PAR    | STD    | SPL    | ZAD     |
| ------------------------- | ------ | ------- | ------ | ------ | ----- | ------- | ------ | ------ | ------- | ------ | ------ | ------ | ------ | ------- |
| Borac Mozzart             |        | 79-108  | 74-76  | 83-84  | 82-87 | 84-85   | 70-65  | 105-84 | 80-86   | 90-87  | 62-81  | 92-90  | 90-89  | 68-77   |
| Budućnost VOLI            | 85-87  |         | 80-74  | 97-76  | 56-76 | 84-58   | 91-58  | 89-66  | 79-66   | 99-78  | 82-83  | 88-76  | 94-59  | 76-68   |
| Cedevita Olimpija         | 98-81  | 58-80   |        | 91-85  | 70-84 | 85-90   | 83-73  | 93-73  | 85-70   | 100-79 | 77-74  | 84-83  | 102-88 | 97-79   |
| Cibona Zagreb             | 87-85  | 83-87   | 78-90  |        | 85-81 | 110-99  | 77-76  | 87-85  | 72-106  | 91-88  | 81-105 | 89-98  | 72-90  | 63-89   |
| Crvena Zvezda Meridianbet | 86-57  | 69-65   | 100-95 | 92-53  |       | 83-77   | 104-71 | 87-67  | 92-58   | 93-77  | 90-74  | 90-70  | 83-74  | 96-98   |
| FMP Soccerbet             | 107-81 | 96-91   | 79-86  | 111-75 | 84-99 |         | 89-77  | 101-97 | 90-76   | 101-76 | 91-97  | 90-73  | 90-73  | 112-87  |
| Igokea M:tel              | 90-78  | 103-101 | 74-85  | 81-67  | 70-76 | 77-70   |        | 96-90  | 109-115 | 83-91  | 85-96  | 75-74  | 88-92  | 81-84   |
| MZT Skopje Aerodrom       | 73-81  | 86-90   | 79-74  | 87-74  | 57-80 | 87-82   | 78-84  |        | 94-82   | 77-94  | 74-92  | 92-79  | 80-85  | 84-80   |
| Mega MIS                  | 86-74  | 76-85   | 82-96  | 93-100 | 78-87 | 77-72   | 76-87  | 93-86  |         | 89-78  | 78-103 | 101-74 | 90-85  | 80-77   |
| Mornar-Barsko zlato       | 104-99 | 87-104  | 78-75  | 83-81  | 65-87 | 102-113 | 74-86  | 93-84  | 85-101  |        | 62-83  | 75-86  | 104-88 | 100-91  |
| Partizan Mozzart Bet      | 114-84 | 106-77  | 76-73  | 93-68  | 92-81 | 90-86   | 89-74  | 120-67 | 86-76   | 92-74  |        | 91-82  | 89-70  | 114-77  |
| SC Derby                  | 93-84  | 69-86   | 71-104 | 97-84  | 76-92 | 84-74   | 104-85 | 103-85 | 83-103  | 94-74  | 81-100 |        | 96-84  | 101-100 |
| Split                     | 113-99 | 87-85   | 77-95  | 82-74  | 63-72 | 91-95   | 68-77  | 74-77  | 79-75   | 91-80  | 95-96  | 82-85  |        | 89-85   |
| Zadar                     | 85-75  | 103-104 | 81-59  | 68-75  | 76-95 | 103-97  | 67-68  | 98-79  | 96-90   | 97-77  | 78-88  | 96-67  | 74-76  |         |

## Tabela de classificação
| Pos. | Clube                     | J  | V  | D  | P+    | P-    | SP   | P  | Classificação |
| ---- | ------------------------- | -- | -- | -- | ----- | ----- | ---- | -- | ------------- |
| 1    | Partizan Mozzart Bet      | 26 | 24 | 2  | 2.424 | 2.025 | 399  | 50 | Playoffs      |
| 2    | Crvena zvezda Meridianbet | 26 | 23 | 3  | 2.262 | 1890  | 372  | 49 | Playoffs      |
| 3    | Budućnost VOLI            | 26 | 18 | 8  | 2.263 | 2.027 | 236  | 44 | Playoffs      |
| 4    | Cedevita Olimpija         | 25 | 17 | 8  | 2.135 | 1.984 | 151  | 43 | Playoffs      |
| 5    | FMP Soccerbet             | 26 | 14 | 12 | 2.339 | 2.245 | 94   | 40 | Playoffs      |
| 6    | Mega MIS                  | 26 | 12 | 14 | 2.203 | 2.234 | -31  | 38 | Playoffs      |
| 7    | Zadar                     | 26 | 11 | 15 | 2.230 | 2.234 | -4   | 37 | Playoffs      |
| 8    | Igokea M:tel              | 26 | 11 | 15 | 2.093 | 2.189 | -96  | 37 | Playoffs      |
| 9    | SC Derby                  | 26 | 11 | 15 | 2.189 | 2.300 | -111 | 37 |               |
| 10   | Split                     | 26 | 10 | 16 | 2.144 | 2.247 | -103 | 36 |               |
| 11   | Cibona Zagreb             | 26 | 9  | 17 | 2.071 | 2.337 | -266 | 35 |               |
| 12   | Mornar-Barsko zlato       | 26 | 8  | 18 | 2.165 | 2.375 | -210 | 34 |               |
| 13   | Borac Mozzart             | 26 | 7  | 19 | 2.147 | 2.336 | -189 | 33 | Repescagem    |
| 14   | MZT Skopje Aerodrom       | 26 | 7  | 19 | 2.088 | 2.316 | -228 | 33 | Rebaixado     |

## Repescagem
| Time 1        | Série | Time 2      | 1º Jogo | 2º Jogo   | 3º Jogo |
| ------------- | ----- | ----------- | ------- | --------- | ------- |
| Borac Mozzart | 2 - 1 | Helios Suns | 96 - 78 | 101 - 107 | 97 - 67 |

## Playoffs

### Playoff preliminar
| Time 1                    | Série | Time 2        | 1º Jogo  | 2º Jogo  | 3º Jogo  |
| ------------------------- | ----- | ------------- | -------- | -------- | -------- |
| Partizan NIS              | 2 - 1 | SC Derby      | 83 - 84  | 81 - 79  | 112 - 83 |
| Cedevita Olimpija         | 2 - 1 | FMP Soccerbet | 87 - 77  | 96 - 102 | 97 - 79  |
| Crvena Zvezda Meridianbet | 2 - 0 | Zadar         | 100 - 73 | 74 - 63  | -        |
| Budućnost VOLI            | 2 - 0 | Mega MIS      | 94 - 77  | 82 - 80  | -        |

### Semifinais
| Time 1                    | Série | Time 2            | 1º Jogo | 2º Jogo | 3º Jogo |
| ------------------------- | ----- | ----------------- | ------- | ------- | ------- |
| Partizan NIS              | 2 - 1 | Cedevita Olimpija | 85 - 70 | 83 - 95 | 90 - 71 |
| Crvena Zvezda Meridianbet | 2 - 0 | Budućnost VOLI    | 93 - 55 | 97 - 56 | -       |

### Finais
| Time 1       | Série | Time 2                    | 1º Jogo | 2º Jogo | 3º Jogo | 4º Jogo | 5º Jogo |
| ------------ | ----- | ------------------------- | ------- | ------- | ------- | ------- | ------- |
| Partizan NIS | 3 - 2 | Crvena Zvezda Meridianbet | 88 - 80 | 87 - 78 | 78 - 91 | 56 - 68 | 96 - 85 |

## Campeões
| ABA Liga 2022-23 Campeões      |
| ------------------------------ |
| Campeão Partizan NIS 7º Título |

## Clubes da Liga Adriática em competições europeias
| Clube             | Competição        | Resultado                                                                               |
| ----------------- | ----------------- | --------------------------------------------------------------------------------------- |
| Crvena Zvezda Mts | EuroLiga          | Eliminado - como 10º colocado com 17 vitórias e 17 derrotas                             |
| Partizan Nis      | EuroLiga          | Eliminado - nos Playoffs contra Real Madrid por 3-2 (89-87, 95-80, 80-82, 78-85, 94-98) |
| Cedevita Olimpija | EuroCopa          | Eliminado - como 10º colocado no Gr. B com 5 vitórias e 13 derrotas                     |
| Budućnost VOLI    | EuroCopa          | Eliminado - nos Playoffs de oitavas de finais para Ratiopharm Ulm por 83-92             |
| Igokea M:tel      | Liga dos Campeões | Eliminado - nos Play-ins por Hapoel Holon por 0 - 2 (79 - 103, 80 - 91)                 |
| FMP Meridian      | Liga dos Campeões | Eliminado - Fase classificatória para Bakken Bears (82-88)                              |